# タラール・ナジャール
タラール・ナジャール（1953年2月5日 - 2022年2月22日）は、シリアの重量挙げ選手。1980年モスクワオリンピック男子スーパーヘビー級に出場した。

## 経歴
- 1953年 ホムス市で生まれる。
- 1969年 ホムスのマダリヤクラブでスポーツの練習を始める。このクラブは、陸上競技、レスリング、ウェイトリフティング、ボディービルを専門としており、1年間ボディービルでプレーした後、ウェイトリフティングに移りかえた。
- 1973年 重量挙げ競技でホムス県を代表し、共和国選手権でヘビーウェイトで優勝した後、国内外の選手権に参加した。
- 1974年 ベイルートでアラブ選手権で1位を獲得し、3つの金メダルを獲得した。スナッチ、ネッター、トータルのメダル。
- 1975年 共和国選手権で1位を獲得した後、旗のサービスに参加した。
- 1976年 ダマスカスでのアラブスポーツトーナメントでの3つの金メダル。
- 1978年 リビアのアラブ選手権で1位を獲得し、3つの金メダルを獲得した。
- 1978年 ワールド・ミリタリー・チャンピオンシップで3つの銀メダル。
- 1978年 バンコクで開催された第8回のアジア競技大会で、スナッチと合計で2つの金メダルを獲得した。
- 1979年 スーパーヘビー級に移り、地中海選手権で1位を獲得し、3つの金メダルを獲得した。
- 1980年 名古屋でのアジア選手権で1位を獲得し、3つの金メダルを獲得した。
- 1982年 インドのニューデリーで開催されたアジア競技大会で2つの金メダルと1つの銅メダルを獲得した。
- 1983年 ダマスカスで開催されたアジア選手権で3つの金メダルを獲得した。
- 1983年 モロッコで開催された地中海競技大会で金メダルを獲得。
- 1985年 モロッコで開催された第6回アラブ選手権で優勝し、3つの金メダルを獲得。
- 1987年 最後の参加となるラタキアで開催された地中海競技大会で3つの銅メダルを獲得した。
- 1987年 引退。その後、ハフェズ・アル=アサド大統領との3回目のインタビューで会い、メダルを獲得したシリア代表団のすべてのメンバーを表彰した。

## 引退後
- 1989年 ホムスの重量挙げ技術委員会の委員長を引き継いだ。
- 2001年 全国重量挙げチームの管理をし、副社長を務めた。
- 2002年 全国重量挙げチームの選手を訓練した。
- 2000年から2003年までのシリア重量挙げ連盟の代表であり、その期間中、高等トレーニング委員会は新しいトレーナーのためにいくつかのトレーニングコースを組織した。
- 2022年2月22日 69歳で死去[2]。